# اثر میلر
در الکترونیک، اثر میلر به افزایش ظرفیت معادل ورودی در یک تقویت کننده ولتاژ معکوس گفته می‌شود که به خاطر تقویت اثر خازنی بین پایانه‌های ورودی و خروجی رخ می‌دهد. ظرفیت افزایش یافته به خاطر اثر میلر از رابطهٔ زیر محاسبه می‌شود:
{\displaystyle C_{M}=C(1+A_{v})\,}
که در آن {\displaystyle -A_{v}} بهرهٔ تقویت‌کننده و c ظرفیت فیدبک است.
اگرچه اثر میلر معمولاً به ظرفیت خازنی اشاره دارد ولی هر امپدانسی بین گرهٔ ورودی و گرهٔ دیگر می‌تواند امپدانس ورودی تقویت‌کننده را بر اثر این اثر تغییر دهد.

## تاریخچه
اثر میلر به پاس خدمات جان میلتون میلر نام‌گذاری شد.

## اشتقاق
{\displaystyle I_{i}={\frac {V_{i}-V_{o}}{Z}}={\frac {V_{i}(1+A_{v})}{Z}}}.
امپدانس ورودی مدار به صورت زیر است:
{\displaystyle Z_{in}={\frac {V_{i}}{I_{i}}}={\frac {Z}{1+A_{v}}}.}

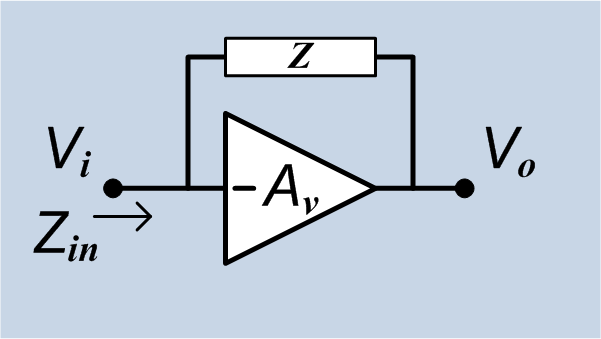

اگر Z یک خازن با امپدانس {\displaystyle Z={\frac {1}{sC}}} باشد، امپدانس ورودی حاصل به صورت زیر خواهد بود:
{\displaystyle Z_{in}={\frac {1}{sC_{M}}}\quad \mathrm {where} \quad C_{M}=C(1+A_{v}).}

## تأثیر بر پاسخ فرکانسی

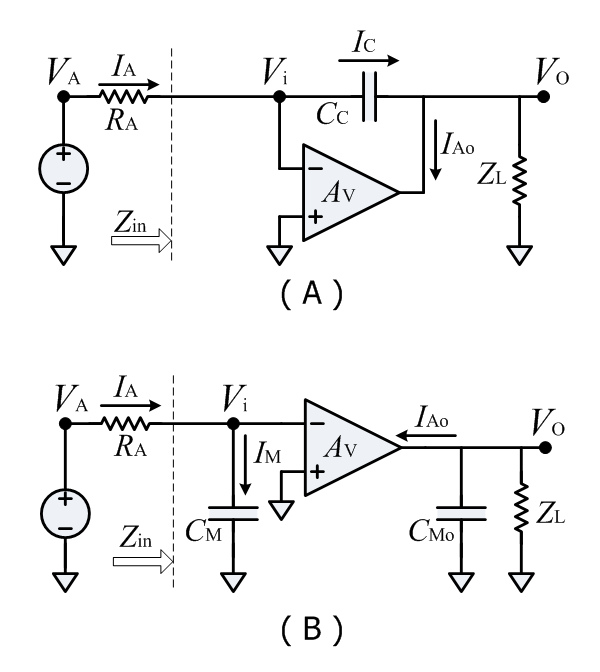
تصویر۲: تقویت کننده با ظرفیت فیدبک C_{C}.

{\displaystyle \ j\omega C_{C}(V_{i}-V_{O})=j\omega C_{M}V_{i},}
{\displaystyle C_{M}=C_{C}\left(1-{\frac {V_{o}}{V_{i}}}\right)=C_{C}(1+A_{v}).}
{\displaystyle V_{o}=-A_{v}V_{i}=-A_{v}{\frac {V_{A}}{1+j\omega C_{M}R_{A}}},}